# Mjølnir (piłka siatkowa)
Flogbóltsfelagið Mjølnir – farerski klub siatkarski z Klaksvík. Założony został 18 września 1978 roku. W swojej historii piętnaście razy został mistrzem Wysp Owczych, osiem razy zdobył krajowy puchar i dwa razy superpuchar.
W sezonach 2023/2024 i 2024/2025 Mjølnir uczestniczył w ramach europejskich pucharów w Pucharze Challenge.
Swoje mecze domowe rozgrywa w Badmintonhøllin w Klaksvík.

## Osiągnięcia
- Mistrzostwa Wysp Owczych (15x): 1985, 1986, 1987, 1988, 1994, 1996, 1998, 2004, 2019, 2020, 2021, 2022, 2023, 2024, 2025
- Puchar Wysp Owczych (8x): 2000, 2006, 2007, 2019, 2020, 2022, 2023, 2025
- Superpuchar Wysp Owczych (2x): 2021, 2022

Źródło: 

## Udział w europejskich pucharach
| Sezon     | Rozgrywki        | Osiągnięcie |
| --------- | ---------------- | ----------- |
| 2023/2024 | Puchar Challenge | 1/32 finału |
| 2024/2025 | Puchar Challenge | 1/32 finału |
| Źródło:   |                  |             |